# James Lauritz Reveal
James Lauritz Reveal (29 de marzo  de 1941 – 9 de enero de 2015)) es un botánico estadounidense, profesor emérito en el "Herbario de Norton Brown" en Maryland.
James L. Reveal jugó un rol importante en la www sobre la clasificación vegetal. Su sitio web (citado más abajo) incluye notablemente una clasificación revisada: el sistema Reveal. Es miembro del Grupo de Filogenia de las Angiospermas y ha participado en la redacción de la clasificación APG II.